# Max Rée
Pour les articles homonymes, voir Rée.
Max Rée (parfois crédité Max Ree) est un costumier et directeur artistique danois, né le 7 octobre 1889 à Copenhague (Danemark), mort le 7 mars 1953 à Los Angeles (Californie).

## Biographie
Après des études d'architecture dans sa ville natale, Max Rée travaille au théâtre à Berlin avec Max Reinhardt, au début des années 1920. Puis, émigré aux États-Unis, il est directeur artistique à Broadway, pour la revue Earl Carroll's Vanities of 1924, représentée de septembre 1924 à début janvier 1925.
En 1925, il s'installe à Hollywood et débute comme costumier sur trois films sortis en 1926, Le Torrent de Monta Bell et La Tentatrice de Fred Niblo, tous deux avec Greta Garbo, ainsi que La Lettre écarlate de Victor Sjöström, avec Lillian Gish. Il est également directeur artistique sur des films américains sortis à partir de 1929.
Parmi ses autres films notables, citons La Symphonie nuptiale d'Erich von Stroheim (1928, avec le réalisateur et Fay Wray), The Divine Lady de Frank Lloyd (1929, avec Corinne Griffith et Victor Varconi) et La Ruée vers l'Ouest de Wesley Ruggles (version 1931, avec Richard Dix et Irene Dunne). Ce dernier remporte en 1931 l'Oscar du meilleur film et permet à Max Rée de gagner l'Oscar des meilleurs décors.
Son avant-dernier film, comme costumier, est Le Songe d'une nuit d'été de William Dieterle (1935, avec Ian Hunter et Verree Teasdale), où il retrouve Max Reinhardt coréalisateur. Quasiment retiré ensuite, il revient toutefois pour un ultime film sorti en 1947, Carnegie Hall d'Edgar George Ulmer (avec Marsha Hunt et William Prince), comme costumier et directeur artistique.
Il meurt six ans après (en 1953) d'un cancer.

## Théâtre à Broadway
- 1924-1925 : Earl Carroll's Vanities of 1924, revue, musique, lyrics, mise en scène et production d'Earl Carroll, livret de Ralph Spence et Earl Carroll

## Filmographie partielle

### Costumier seulement
- 1926 : Le Torrent (Torrent) de Monta Bell
- 1926 : La Lettre écarlate (The Scarlet Letter) de Victor Sjöström
- 1926 : La Tentatrice (The Temptress) de Fred Niblo
- 1927 : Le Voile nuptial (The Stolen Bride) de Alexander Korda

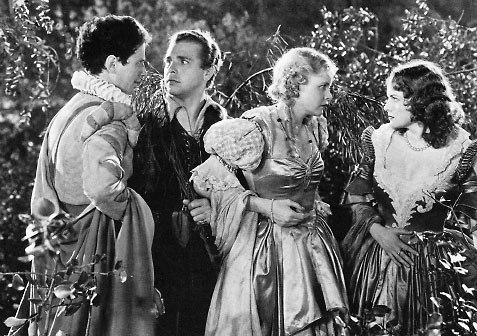
Costumes pour Le Songe d'une nuit d'été (1935) : Ross Alexander, Dick Powell, Jean Muir et Olivia de Havilland (de g. à d.)

- 1927 : Rose of the Golden West de George Fitzmaurice
- 1927 : La Vie privée d'Hélène de Troie (The Private Life of Helen of Troy) d'Alexander Korda
- 1928 : The Noose de John Francis Dillon
- 1928 : The Whip de Charles Brabin
- 1928 : The Yellow Lily d'Alexander Korda
- 1928 : Poupée de Broadway (Show Girl) d'Alfred Santell
- 1928 : La Symphonie nuptiale (The Wedding March) d'Erich von Stroheim
- 1929 : Papillons de nuit (Broadway Babies) de Mervyn LeRoy
- 1929 : La Divine Lady de Frank Lloyd
- 1929 : Synthetic Sin de William A. Seiter
- 1929 : Tempête (The Squall) d'Alexander Korda
- 1929 : Le Yacht d'amour (en) (The Man and the Moment) de George Fitzmaurice
- 1929 : Le Torrent fatal (Weary River) de Frank Lloyd
- 1930 : Hook, Line and Sinker d'Edward F. Cline
- 1932 : La Reine Kelly (Queen Kelly) d'Erich von Stroheim
- 1935 : Le Songe d'une nuit d'été (A Midsummer Night's Dream) de William Dieterle et Max Reinhardt

### Directeur artistique seulement
- 1929 : The Very Idea de Frank Craven et Richard Rosson
- 1929 : Night Parade de Malcolm St. Clair
- 1929 : Tanned Legs de Marshall Neilan
- 1930 : Girl of the Port de Bert Glennon
- 1930 : The Case of Sergeant Grischa d'Herbert Brenon
- 1930 : Beau Bandit de Lambert Hillyer
- 1930 : Framed de George Archainbaud
- 1930 : The Runaway Bride de Donald Crisp
- 1930 : Midnight Mystery de George B. Seitz
- 1931 : Son gosse (Young Donovan's Kid) de Fred Niblo
- 1932 : Girl Crazy de William A. Seiter

### Costumier et directeur artistique
- 1930 : Coucous (The Cuckoos) de Paul Sloane
- 1930 : Présentez armes (Leathernecking) d'Edward F. Cline
- 1930 : Conspiracy de Christy Cabanne
- 1930 : Danger Lights de George B. Seitz
- 1930 : Quand l'amour appelle (Love Comes Along) de Rupert Julian
- 1930 : Dixiana de Luther Reed
- 1930 : The Silver Horde de George Archainbaud

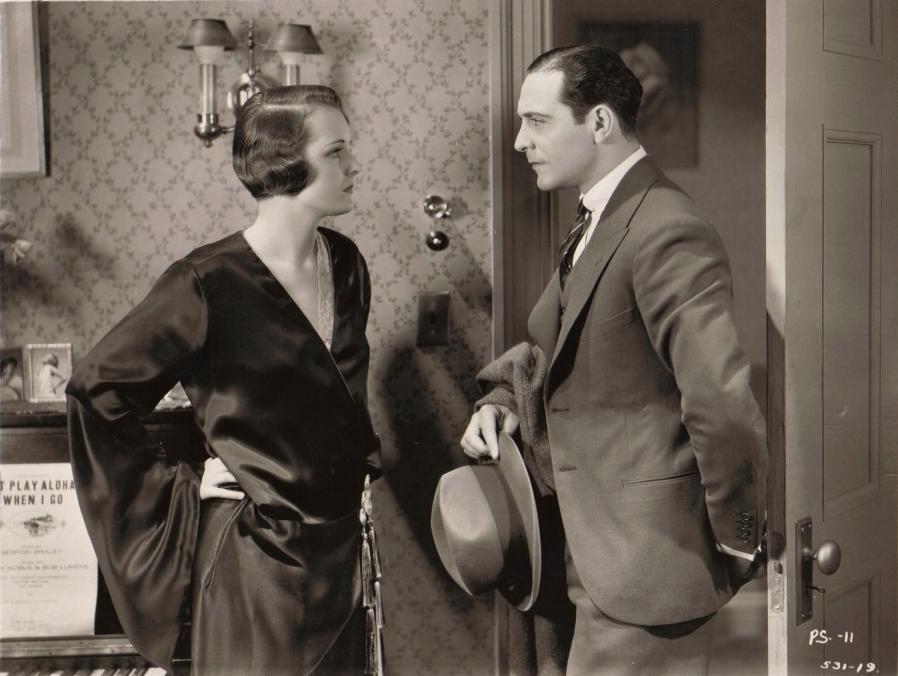
Costumes pour Behind Office Doors (1931) : Mary Astor et Ricardo Cortez

- 1931 : The Royal Bed de Lowell Sherman
- 1931 : The Sin Ship de Louis Wolheim
- 1931 : Beau Ideal d'Herbert Brenon
- 1931 : The Public Defender de J. Walter Ruben
- 1931 : Kept Husbands de Lloyd Bacon
- 1931 : Behind Office Doors de Melville W. Brown
- 1931 : High Stakes de Lowell Sherman
- 1931 : Le Sphinx a parlé (Friends and Lovers) de Victor Schertzinger
- 1931 : Madame Julie (The Woman Between) de Victor Schertzinger
- 1931 : The Gay Diplomat de Richard Boleslawski
- 1931 : La Ruée vers l'Ouest (Cimarron) de Wesley Ruggles
- 1931 : Mon mari et sa fiancée (Smart Woman) de Gregory La Cava
- 1931 : Consolation Marriage de Paul Sloane
- 1931 : Way Back Home de William A. Seiter
- 1931 : Transgression de Herbert Brenon
- 1932 : 4 de l'aviation (The Lost Squadron) de George Archainbaud
- 1947 : Carnegie Hall d'Edgar George Ulmer

## Distinction
- Oscars 1931 : Oscar des meilleurs décors pour La Ruée vers l'Ouest